# Sant Jaume de Portell
Sant Jaume de Portell és una església de Sant Ramon (Segarra) inclosa a l'Inventari del Patrimoni Arquitectònic de Catalunya. L'església de Sant Jaume de Portell, abans Sant Cugat, es troba a la part alta del nucli de Portell. La primitiva advocació d'aquesta parròquia era de sant Cugat, i així ens apareix documentat durant l'edat mitjana. El primer document escrit que fa referència a la parròquia data de l'any 1072, quan Em feu llegat "ad Sancto Cucufato in Protel" en el seu testament.
Originàriament es tractava d'una església romànica, d'una sola nau, coberta amb volta de canó i capçada a llevant per un absis semicircular, precedit d'un estret arc presbiterial. No es conserven les obertures originals, però és molt probable que la porta principal estigués al mur sud al mateix lloc que la porta actual, d'estil neoclàssic, formada per un arc de mig punt envoltat per dues pilastres adossades al mur i amb un frontó superior on al centre hi apareix un medalló amb l'any de construcció i reforma de l'antiga església, l'any 1883.
Les façanes no presenten cap tipus d'ornamentació amb els murs formats per filades de carreus posats en horitzontal alternats amb carreus posats en vertical, el que s'anomena carreus segarrencs, ja que és un tipus de construcció molt utilitzat a la comarca, en un edifici que es podria datar al segle xii.
Posteriorment, en la reforma duta a terme durant el segle xix, s'hi va afegir una segona nau, al nord de la nau original amb una obertura de petites dimensions a la part superior en forma de creu llatina, i una sagristia al sud, adjacent a l'àbsis, que en tapa la meitat sud.
Al mateix temps es va construir un campanar de torre, a l'extrem oest de la nau original que engloba un antic campanar d'espadanya de dos ulls. Està format per dos cossos separats per una imposta, amb quatre obertures d'arc de mig punt al cos inferior, actualment tapiades, i quatre obertures més també d'arc de mig punt al cos superior, dos de les quals es troben tapiades, mentre que en una de les altres dos s'hi ubica la campana, amb una balustrada superior coronant el campanar.
Hi ha una imatge de l'apòstol sant Jaume situada dins una fornícula a la part superior de la portada. És petita, de pedra marès. Es troba dempeus, rígid, situat sobre una peanya. Tant la barba com les mans, les vestidures i el rostre es troben bastant malmesos. Li manca la vara de la mà dreta. Possiblement prové d'alguna ermita o d'una antiga construcció.